# HR 4180
HR 4180 là một sao đôi quang học bao gồm hai ngôi sao có chung chuyển động riêng tên là HD 92449 và HD 92463 trong chòm sao phương nam Thuyền Phàm. Hai ngôi sao thành phần này có lẽ tạo thành một hệ sao đôi. Với cấp sao biểu kiến là 4,29, ta có thể nhìn thấy nó bằng mắt thường. Ta sẽ nhìn thấy hệ sao này rõ nhất trong điều kiện thời tiết tốt ở vị trí cách xa thành thị, nơi có sự ô nhiễm ánh sáng không quá mức. Dựa trên giá trị dịch chuyển thị sai hàng năm đo được là 5,1 mili giây cung, ta xác định được khoảng cách của nó tới Mặt Trời là khoảng 640 năm ánh sáng. Hiện tại, hệ sao này đang di chuyển ra xa khỏi Trái Đất với vận tốc xuyên tâm nhật tâm 20 km/s.
Ngôi sao thành phần chính của hệ sao này có tên gọi là HD 92449, là một sao khổng lồ sáng, với quang phổ loại G5 IIa. Nó phát xạ hay tỏa sáng gấp 1.370 lần Mặt Trời. Nhiệt độ hiệu dụng tại quang quyển của nó khoảng 5.100 Kelvin. Ngôi sao này có chung chuyển động riêng với ngôi sao thành phần thứ hai, HD 92463. Ngôi sao này có cấp sao biểu kiến là 6,06 và là một ngôi sao có quang phổ loại B8 V cũng như là nằm trong dãy chính. Theo như dữ liệu thu thập được vào năm 2000, nó có góc phân tách là 51,70" dọc theo góc vị trí là 105 độ từ ngôi sao chính.

## Dữ liệu hiện tại
Theo như quan sát, đây là hệ sao nằm trong chòm sao Thuyền Phàm và dưới đây là một số dữ liệu khác:
- Xích kinh 10h 39m 18,39150s[1]
- Xích vĩ −55° 36′ 11,7624″[1]
- Cấp sao biểu kiến 4,29[2]
- Loại quang phổ G5 IIa[3] và B8 V[4]